# Kamienny gość (opera)
Kamienny gość – opera w czterech obrazach kompozycji Aleksandra Dargomyżskiego z librettem kompozytora.
Prapremiera opery odbyła się 16 lutego 1872 w Petersburgu. Jej akcja dzieje się w Hiszpanii ok. 1600, zaś jej głównym bohaterem jest Don Juan.
Dzieło nie zostało ukończone przez Dargomyżskiego; ostatnią scenę napisał Cezar Cui, zaś Nikołaj Rimski-Korsakow dokonał instrumentacji całości. Kamienny gość nie składa się z zamkniętych arii czy scen zespołowych oraz charakteryzuje się melodyką deklamacyjną (rodzajem recytatywu wymyślonego przez kompozytora). Alfred Einstein określił operę jako utwór laboratoryjny, „który wprawdzie dla szerokiej publiczności pozostał bezowocną, martwą pozycją, niemniej, ponieważ stanowił punkt wyjścia dla dalszych poszukiwań, zasługuje na uwagę”.

## Osoby[1]
- Don Juan - tenor
- Lepolerro (służący Don Juana) - bas
- Donna Anna - sopran
- Don Carlos - baryton
- Laura (aktorka) - mezzosopran
- Mnich - bas
- Gość pierwszy - tenor
- Gość drugi - bas
- Goście laury - chór